# Demy
Dimitra Papadea professionelt kendt som Demy  (født 21. august 1991) er en Græsk sangerinde som repræsenterede Grækenland ved Eurovision Song Contest 2017 med sangen "This Is Love" og opnåede en 19. plads.